# Shadowside
Shadowside est un groupe brésilien de heavy et power metal, originaire de Santos, dans l'État de São Paulo. Le groupe a effectué des tournées aux États-Unis et en Europe, et ouvert des concerts pour Nightwish, Helloween, Primal Fear, Shaman et Iron Maiden. Le groupe a effectué des tournées dans plusieurs pays et compte quatre albums studio.

## Histoire
Formé dans la ville de Santos, dans l'État de São Paulo, le groupe commence officiellement ses activités avec la sortie d'un EP démo éponyme en 2001. Le jeune groupe, alors composé d'adolescents, suscite la curiosité du public après avoir assuré la première partie de Nightwish au Credicard Hall de São Paulo, créant ainsi une grande attente pour leur premier album studio Theatre of Shadows, sorti au Brésil en 2005. Il en résulte une tournée avec le légendaire groupe allemand Helloween au Brésil et un rapide passage aux États-Unis, où les fans américains commencent à les surnommer le « Brazilian Metal Hurricane ».
Le groupe commence à gagner en notoriété internationale en 2007, lorsqu'il remporte le concours Air Play Direct. Cependant, ce n'est qu'avec leur deuxième album que Shadowside cesse d'être une promesse pour devenir une réalité. Figurant parmi les meilleures ventes de CD metal au Brésil le mois de sa sortie et dans plusieurs listes de best of de médias spécialisés, la tournée Dare to Dream passe par plusieurs villes du Brésil, des États-Unis, de l'Espagne, de la Roumanie et de la Bosnie-Herzégovine, où le concert est retransmis en direct à 250 000 personnes.
Fin 2010, Shadowside entame une longue tournée européenne en tant qu'invité spécial du groupe W.A.S.P. Pendant près de deux mois, le groupe se produit en Italie, en Espagne, en Allemagne, aux Pays-Bas, en Suisse, en Angleterre, en Écosse, au Pays de Galles, en Irlande, en Irlande du Nord, en Hongrie, en Pologne, en Lituanie, en Estonie et en Finlande.
Début 2011, le groupe fait la première partie d'Iron Maiden à Rio de Janeiro, et profite de l'occasion pour présenter au public son dernier album, Inner Monster Out,. Produit, mixé et masterisé par Fredrik Nordström à Göteborg, en Suède,, l'album comprend des apparitions spéciales de Roger Moreira (Ultraje a Rigor), Björn « Speed » Strid (Soilwork), Mikael Stanne (Dark Tranquillity) et Niklas Isfeldt (Dream Evil) sur la chanson-titre,. L'album sort en 2011 au Brésil sur le label Voice Music et dans le monde entier en 2012 sur les labels Inner Wound Recordings (Europe et Amérique du Nord) et Spiritual Beast (Japon). L'album atteint la 26e place dans le classement des albums de metal les plus vendus au Japon, selon le magazine Burrn!, atteint la 9e place parmi les albums les plus joués dans le classement Loud Rock du CMJ et remporte le 11e Annual Independent Music Awards en tant que « meilleur album de hardcore/metal par vote populaire,. Inner Monster Out entre dans la liste des œuvres les plus importantes de l'histoire du heavy metal brésilien, selon le magazine Roadie Crew. L'album Inner Monster Out arrive avec un son plus lourd et plus agressif.
En avril 2012, le groupe annule sa participation au festival Metal Open Air à São Luís, affirmant ne pas avoir reçu de cachet. En 2012, Dani Nolden est élue meilleure chanteuse de rock pour la deuxième année consécutive lors d'un vote populaire sur Whiplash! le plus grand portail spécialisé du Brésil. Début 2013, le groupe accompagne les groupes allemands Helloween et Gamma Ray lors d'une tournée européenne,, Il y a 36 concerts en Espagne, Grèce, Allemagne, Suisse, Pologne, Hongrie, Roumanie, Tchéquie, Slovaquie, Slovénie, Finlande, Norvège, Suède, Italie, Bulgarie, Belgique, France et Angleterre.
En octobre 2015, le bassiste suédois Magnus Rosén rejoint le groupe. Magnus Rosén a fait partie du groupe suédois HammerFall entre 1997 et 2007, avec lequel il remporte des disques d'or et une nomination aux Grammy.
En juillet 2017, le groupe sort Shades of Humanity, enregistré et produit en Suède sous la direction de Fredrik Nordström et Henrik Udd (Architects, Arch Enemy),,. Le premier single est Alive, avec un clip filmé et produit aux studios Adrenaline à Orlando, aux États-Unis, par le célèbre réalisateur Daniel Stilling, connu pour son travail sur le film Seul sur Mars et la série Esprits criminels. L'album reçoit plusieurs prix dans la catégorie « meilleur de l'année 2017 » à travers le monde, notamment de la part du journaliste Carl Begai du site web Bravewords (Canada), The Metal Resource (Pays-Bas), Headbangers Latinoamerica, entre autres, et fait partie des 15 CD de heavy metal les plus vendus au Brésil, aux côtés de groupes tels que Deep Purple et Sepultura.
Entre mai et juin 2018, le groupe joue 29 concerts en 46 jours aux États-Unis aux côtés du légendaire groupe canadien Anvil,,. En mai 2019, ils publient le clip lyrique du morceau The Fall, qui reprend des images de la tournée nord-américaine.

## Discographie

### Albums studio
- 2005 : Theatre of Shadows
- 2009 : Dare to Dream
- 2011 : Inner Monster Out
- 2017 : Shades of Humanity

### EP
- 2001 : Shadowside EP